# نیکولا مورا
نیکولا مورا (انگلیسی: Nicola Mora؛ زادهٔ ۳۱ ژوئیهٔ ۱۹۷۹) بازیکن فوتبال اهل ایتالیا است.
از باشگاه‌هایی که در آن بازی کرده‌است می‌توان به باشگاه فوتبال اسپتزیا، باشگاه فوتبال تورینو، باشگاه فوتبال پارما، باشگاه فوتبال فوجا، باشگاه فوتبال پیاچنزا، باشگاه فوتبال باری، باشگاه فوتبال دلفینو پسکارا، و باشگاه فوتبال ناپولی اشاره کرد.
وی همچنین در تیم ملی فوتبال زیر ۲۱ سال ایتالیا بازی کرده‌است.